# 앤드루 브리니아스키
앤드루 브리니아스키(Andrew Bryniarski, 1963년 2월 13일 ~ )는 미국의 배우이다.

## 출연 작품

### 영화
- 용의 전사 (1990, Dragonfight)
- 허드슨 호크 (1991)
- 환희의 터치다운 (1991)
- 배트맨 2 (1992)
- 프로그램 (1993)
- 스트리트 파이터 (1994)
- 사이보그 3 (1995, Cyborg 3: The Recycler)
- 하이어런닝 (1995)
- 애니 기븐 선데이 (1999)
- 진주만 (2001)
- 롤러볼 (2002)
- 흑협 2 (2002, 黑俠II)
- 텍사스 전기톱 연쇄살인사건 (2003)
  - 텍사스 전기톱 연쇄살인사건: 0 (2006)
- 44분 - 헐리우드 북쪽 (2003)
- 체이싱 3000 (2007, Chasing 3000)
- 드라큐라의 손님 (2008, Bram Stoker's Dracula's Guest)
- 마더스 데이 (2010)
- Sky (2015)
- 썸 카인드 오브 헤이트 (2015)